# Tiroteo de la sinagoga de Pittsburgh
El tiroteo de la sinagoga de Pittsburgh (27 de octubre de 2018) fue un asesinato masivo que tuvo lugar en la sinagoga Tree of Life Or L'Simcha (en hebreo: עץ חיים אור לשמחה), (transliterado: Etz Jaim Or Lesimjá) ubicada en la ciudad de Pittsburgh, en el estado estadounidense de Pensilvania.
Once personas murieron y otras siete fueron heridas, este violento suceso fue uno de los ataques más mortíferos contra la comunidad judía en la historia de Estados Unidos.

## Sinagoga
La sinagoga Tree of Life, también conocida como sinagoga Or L'Simcha, se describe a sí misma como una "congregación tradicional, progresiva e igualitaria".
Está localizada en el vecindario de Squirrel Hill, Pittsburgh, cerca de la Universidad Carnegie Mellon. Dicho vecindario se caracteriza por contar con una extensa comunidad judía estadounidense y es el centro de la comunidad judía de Pittsburgh, con el 26% de la comunidad de la ciudad viviendo en esa área.
La congregación Tree of Life está afiliada al movimiento de judaísmo conservador y fue fundada en 1864. El edificio moderno de la sinagoga fue construido en 1946 y la propiedad está compartida entre Dor Hadash, una congregación reconstruccionista, y New Light, una congregación conservacionista. El santuario principal tiene una capacidad de 1.250 personas.
A pesar de que la localización de la sinagoga tiene un bajo índice de criminalidad y no hay tensiones raciales, el estudiante rabino Neal Rosenblum fue asesinado en el vecindario en 1986 en un crimen de odio antisemita.

## Incidente
El sospechoso, un hombre blanco con barba, entró en la sinagoga y gritó "Todos los judíos deben morir" antes de abrir fuego y "disparar durante unos 20 minutos". El tiroteo tuvo lugar durante un servicio matutino de Shabat celebrando también un Brit milá, ceremonia de circuncisión y nombramiento de bebés varones a los 8 días de edad. Un miembro de la Federación Judía de Pittsburgh le dijo a los medios que entre 60 y 100 personas estaban dentro del edificio al momento del tiroteo.
La policía recibió llamadas de personas escondidas y atrincheradas en el edificio durante el suceso, el cual comenzó a las 9:54. A las 9:59 la policía llegó a la sinagoga. A las 10:30 equipos de tácticas entraron en el edificio, y a las 11:08 el perpetrador salió de la sala en la que se estaba escondiendo situada en la tercera planta de la sinagoga y al entregarse a la policía dijo: "Todos estos judíos tienen que morir."
Una vez fue trasladado a un hospital y mientras recibía cuidado médico, le dijo a un oficial del SWAT que "quería que todos los judíos muriesen" y que los judíos "estaban cometiendo un genocidio en contra de su gente".

## Sospechoso
El sospechoso fue identificado por las autoridades locales como Robert Bowers, de 46 años, un ciudadano de Baldwin, Pensilvania. Sus vecinos lo describen como un "fantasma" y de pocas relaciones sociales. Fue tomado bajo custodia policial y enviado a un hospital.
Bowers realizó publicaciones antisemitas en las redes sociales hacia organizaciones judías en las semanas previas al tiroteo. También hacía referencias a la teoría de la conspiración del genocidio blanco.
Poco antes del ataque, Bowers publicó en las redes sociales "A HIAS (una organización judía) le gusta traer invasores que matan a nuestra gente.
No puedo quedarme sentado y ver como mi gente es asesinada. Que le den a lo que piense la gente, yo me apunto.", haciendo referencia a los inmigrantes en Estados Unidos. Bowers también escribió que el presidente Donald Trump era un "globalista, no un nacionalista". También lo señaló por estar supuestamente controlado por los judíos. La descripción de su perfil de Gab, creado en enero de 2018 bajo el nombre de "onedingo" era "los judíos son hijos de Satán. (Juan 8:44) --- --- el señor Jesucristo ha venido en la carne" y una foto que contenía 14/88 (un término usado por los neonazis y supremacistas blancos que se refiere al eslogan de David Lane: "Debemos asegurar la existencia de nuestra raza y un futuro para los niños blancos" y el eslogan nazi Heil Hitler). Bowers interactuaba con otros usuarios antisemitas, neonazis, y negacionistas del Holocausto. Además, atacaba a las mujeres blancas que salían con hombres negros y dirigía ataques en contra del empresario y filántropo George Soros. Su cuenta de Gab fue eliminada y la compañía contactó al FBI.
Un mes antes del ataque, Bowers publicó fotos de los resultados de sus prácticas de tiro y una foto de sus tres pistolas (Glock 31, Glock 32 y Glock 33 en .357 SIG), llamando a su colección la "familia Glock". Durante el tiroteo, aparte de éstas, portaba un fusil semiautomático Colt AR-15.

## Víctimas

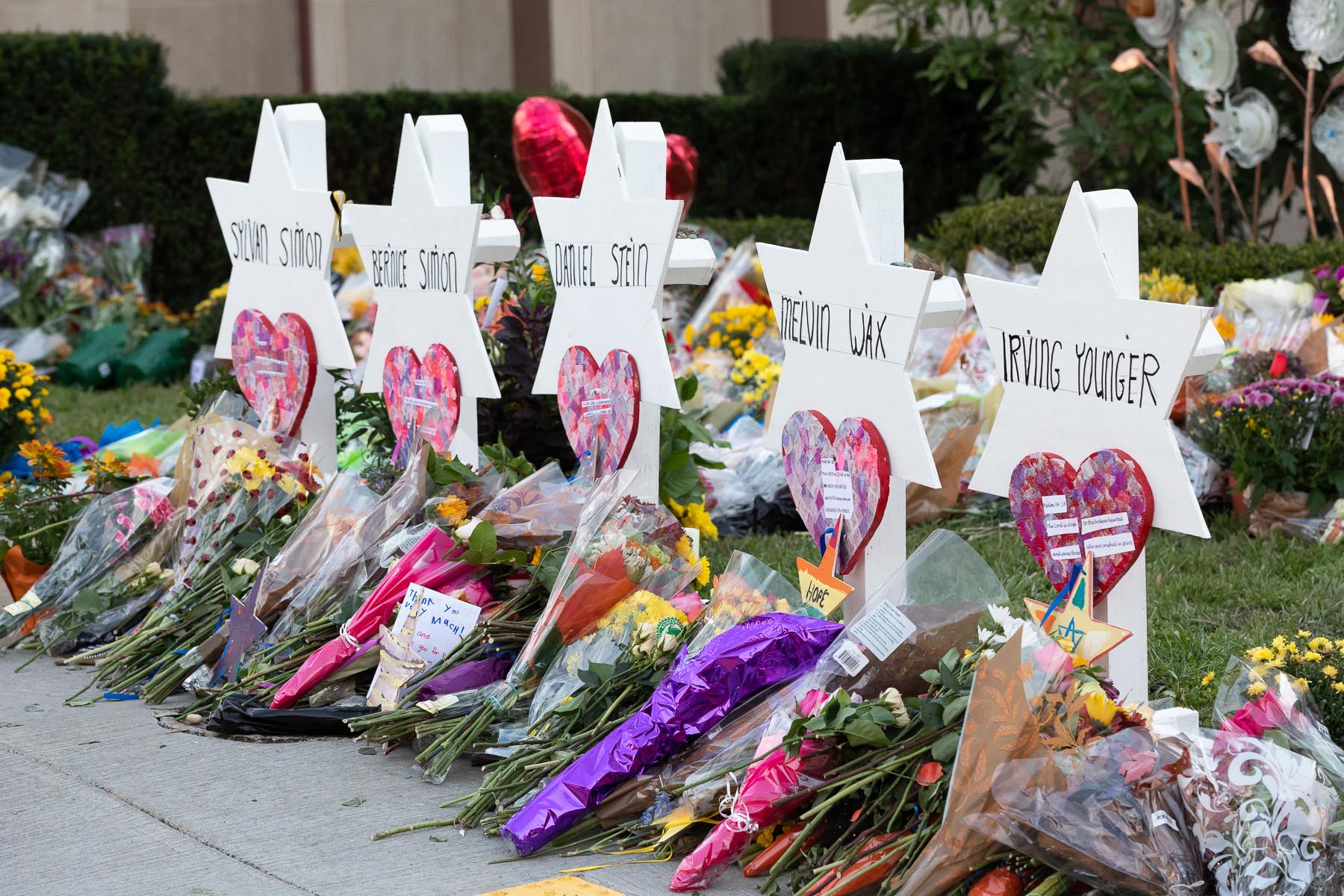
Conmemoración de las víctimas frente a la sinagoga del Árbol de la Vida.

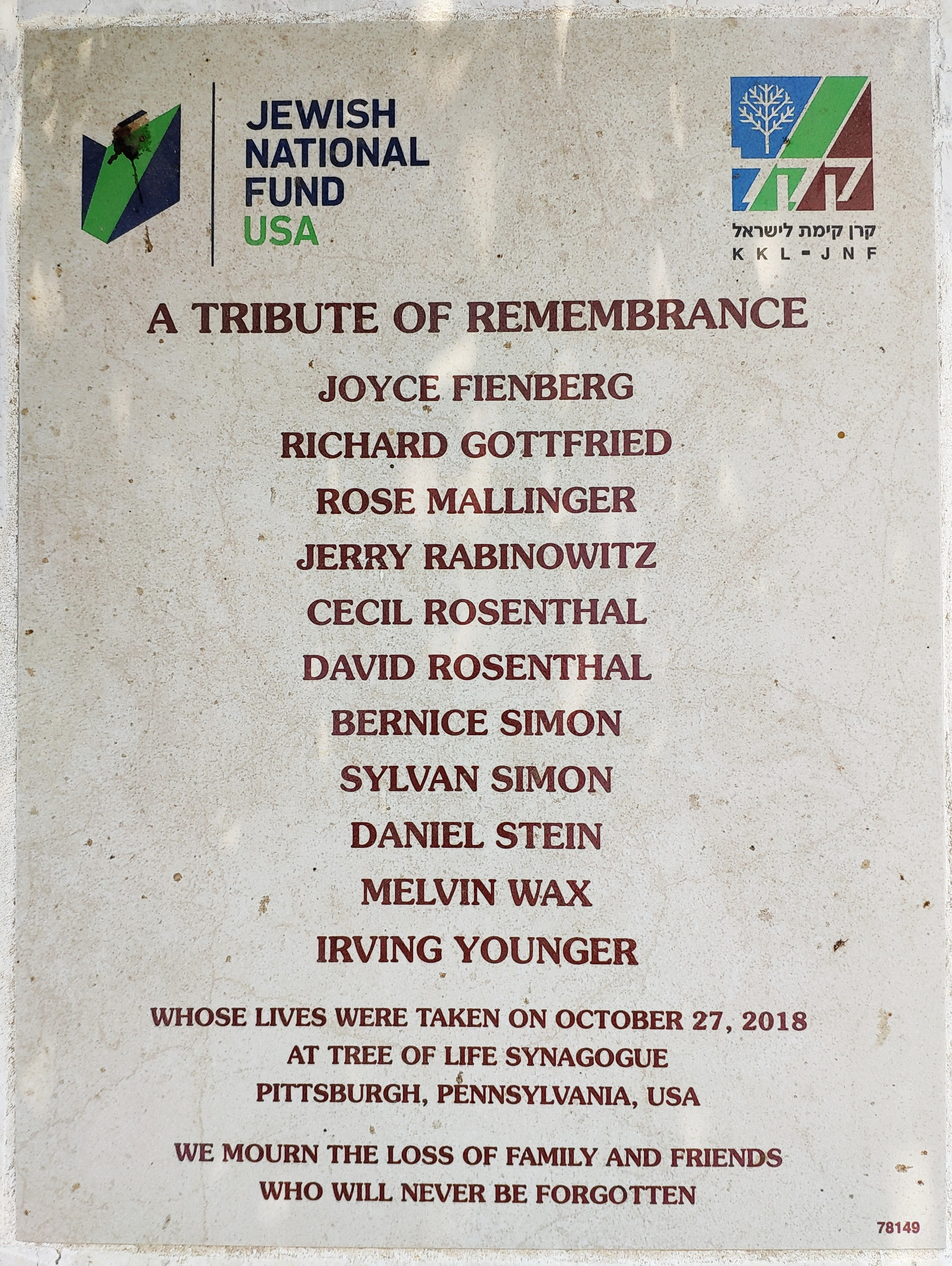
Placa con los nombres de la víctimas. Monumento a las víctimas del tiroteo, junto a la Plaza Memorial Viviente 11/9 en Jerusalén.

Once personas murieron. Tres personas fueron asesinadas en la planta baja, cuatro en el sótano y otra persona murió dentro del edificio. Hirió a otras seis personas y a sí mismo. Cuatro oficiales de policía recibieron también disparos. La mayoría de las víctimas fueron trasladadas al Centro Médico de la Universidad de Pittsburgh mientras que una de ellas fue enviada al Hospital General Allegheny.
Las víctimas fueron:
- Joyce Fienberg, 75
- Rich Gottfried, 65
- Rose Mallinger, 97
- Jerry Rabinowitz, 66
- Cecil Rosenthal, 59
- David Rosenthal, 54
- Bernice Simon, 84
- Sylvan Simon, 86
- Daniel Stein, 71
- Melvin Wax, 88
- Irving Younger, 69

## Procedimiento legal
Bowers ha sido culpado de 29 cargos de crímenes federales, incluyendo 11 cargos por la obstrucción de la libre práctica de las creencias religiosas (un delito de odio) y 11 por el uso de una arma de fuego para cometer asesinato. Cuatro cargos debido a la obstrucción de la práctica religiosa que resultó en heridas corporales de un oficial de seguridad pública y 3 cargos por usar un arma de fuego durante un crimen violento".
El 3 de agosto de 2023, Robert Bowers fue sentenciado a muerte.

## Respuesta
Políticos como el presidente Donald Trump, el gobernador de Pensilvania Tom Wolf y el concejal de la ciudad de Pittsburgh Corey O'Connor, publicaron declaraciones sobre el incidente a través de Twitter. El presidente Trump realizó una declaración en los medios sugiriendo que el tiroteo se habría evitado si la sinagoga hubiera contado con protección armada y que el sospechoso merecía la pena de muerte. Michael Eisenberg, el expresidente de la congregación Tree of Life/ Or L'Simcha, respondió que la policía estaba presente en los actos de Yamim Noraim, pero que "en un día como el de hoy, la puerta está abierta. Es un servicio religioso, se podía entrar y salir."
El campus de la Universidad Carnegie Mellon fue puesto en cuarentena junto con todas las actividades de la Universidad siendo suspendidas y a los residentes se les aconsejó mantenerse lejos de las calles.
En la noche del día del tiroteo más de 3.000 personas se reunieron cerca de la sinagoga para hacer un tributo con velas organizado por los estudiantes de la Escuela Secundaria Taylor Allderdice. Otros dos tributos se llevaron a cabo en el vecindario.
Una cuenta de GoFundMe consiguió reunir más de $240.000 para la sinagoga, los supervivientes y las familias de los fallecidos.